# Бакун Сергій Миколайович
Сергій Миколайович Бакун (нар. 29 січня 1962, Українська РСР) — радянський футболіст та український тренер.

## Кар'єра гравця
З 1988 по 1989 рік грав за аматорський колектив «Гідротехнік» (Чернігів)

## Кар'єра тренера
У 2003 році тренував аматорський колектив «Полісся» (Добрянка). З 2004 по травень 2007 року допомагав тренувати чернігівську «Десну», а 7 травня 2007 року призначений на посаду виконувача обов'язків чернігівського клубу, яким керував до 25 червня 2007 року. Після цього до червня 2008 року продовжував допомагати тренувати «Десну». З червня по жовтень 2008 року очолював «Десну-2». З 2009 по червень 2011 року працював головним тренером «Єдності-2» (Плиски).